# Ріо-Турбіо
Рі́о-Ту́рбіо (ісп. Rio-Turbio) — місто на сході аргентинської провінції Санта-Крус на кордоні з Чилі. Центр найбільшого кам'яно-вугільного басейну Аргентини.

## Клімат
Місто знаходиться у зоні, котра характеризується морським кліматом. Найтепліший місяць — січень із середньою температурою 10.6 °C. Найхолодніший місяць — липень, із середньою температурою 0.6 °С.
| Клімат Ріо-Турбіо       | Клімат Ріо-Турбіо | Клімат Ріо-Турбіо | Клімат Ріо-Турбіо | Клімат Ріо-Турбіо | Клімат Ріо-Турбіо | Клімат Ріо-Турбіо | Клімат Ріо-Турбіо | Клімат Ріо-Турбіо | Клімат Ріо-Турбіо | Клімат Ріо-Турбіо | Клімат Ріо-Турбіо | Клімат Ріо-Турбіо | Клімат Ріо-Турбіо |
| Показник                | Січ.              | Лют.              | Бер.              | Квіт.             | Трав.             | Черв.             | Лип.              | Серп.             | Вер.              | Жовт.             | Лист.             | Груд.             | Рік               |
| Середня температура, °C | 10,6              | 10,4              | 8,8               | 6,3               | 3,3               | 1,3               | 0,6               | 2                 | 4,1               | 6,4               | 8,3               | 9,7               | 6                 |
| Норма опадів, мм        | 116.2             | 109.2             | 134.9             | 123.5             | 107.4             | 100.3             | 107.6             | 102.3             | 102               | 99.3              | 107.8             | 114.2             | 1324.7            |
| Днів з опадами          | 6,6               | 5,2               | 6,2               | 8,8               | 8,9               | 6,5               | 7,3               | 6,2               | 5,5               | 5,7               | 5,3               | 5,8               | 78                |
| Вологість повітря, %    | 56.9              | 58.2              | 62.5              | 68.4              | 75.8              | 78.1              | 79.3              | 75                | 68.2              | 61.3              | 57.3              | 56.4              | 66.5              |
| ----------------------- | ----------------- | ----------------- | ----------------- | ----------------- | ----------------- | ----------------- | ----------------- | ----------------- | ----------------- | ----------------- | ----------------- | ----------------- | ----------------- |
| Джерело: Weatherbase    |                   |                   |                   |                   |                   |                   |                   |                   |                   |                   |                   |                   |                   |